# (9936) Al-Biruni
(9936) Al-Biruni – planetoida z pasa głównego asteroid okrążająca Słońce w ciągu 5 lat i 142 dni w średniej odległości 3,07 j.a. Została odkryta 8 sierpnia 1986 roku w Bulgarian National Astronomical Observatory w Smolanie przez Erica Elsta i Wioletę Iwanową. Nazwa planetoidy pochodzi od Biruniego (973-1048), wszechstronnego uczonego pochodzenia chorezmijskiego, wychowanego w kulturze arabskiej. Przed nadaniem nazwy planetoida nosiła oznaczenie tymczasowe (9936) 1986 PN4.